# Louis Maertens
Louis Jean Eugène Maertens, dit Maertens-Pelckmans, né le 6 octobre 1781 et mort le 1er mars 1872, est un banquier et homme politique belge. Il est le beau-père de Joseph van Goethem.
- Membre de la Régence de la ville de Gand (1825-1830)
- Conseiller provincial de la Flandre-Orientale (1836-1844)
- Sénateur par l'arrondissement de Gand (1855-1863)

La reine Mathilde de Belgique est l'une de ses descendantes.

## Sources
- Le Parlement belge, 1831-1894, p. 410.